# Julio Montero Castillo
Julio Walter Montero Castillo (Montevideo, 25 aprile 1944) è un ex calciatore uruguaiano, di ruolo difensore.

## Biografia
Anche suo figlio Paolo Montero giocò a calcio nella Nazionale uruguaiana, nonché nel campionato uruguaiano, argentino e italiano.
È il primo calciatore a diventare campione del mondo a livello di club ed ad essere padre di un calciatore, Paolo Montero, anche egli campione del mondo a livello di club con la Juventus.

## Palmarès

### Club

#### Competizioni nazionali
- Campionato uruguaiano: 5

Nacional: 1966, 1969, 1970, 1971, 1972, 1977

#### Competizioni internazionali
- Coppa Libertadores: 2

Nacional: 1971
Independiente: 1973
- Coppa Intercontinentale: 2

Nacional: 1971
Independiente: 1973
- Coppa Interamericana: 1

Nacional: 1971

### Nazionale
- Campeonato Sudamericano de Football: 1

Uruguay 1967